# Skansnäs
Skansnäs är en ort i Lappland, 8,3 mil nordväst om Vilhelmina i Västerbottens län. Platsen bebyggdes av före detta båtsmannen Per Persson Lilja år 1823. Han upplät sit nybygge och flyttade senare med sin familj till Norge år 1837.

## Historia

### Första nybyggaren
Per Persson Lilja, en tidigare båtsman som en tid varit bosatt i Djupdal, inlämnade en ansökan till Kunglig Majestäts befallningshavande om att få anlägga ett nytt krononybygge. Den föreslagna platsen var belägen på allmänningen norr om Dikanäs och öster om Matsdal. Efter Liljas önskemål och synemännens slutliga godkännande fick nybygget namnet Skansnäs. Den 5 maj 1823 utfärdades ett utslag som beviljade Lilja rättigheten att inrätta och upparbeta sitt ansökta nybygge på de utsynade markerna. I samband med detta beviljades Lilja även 20 års skattefrihet för nybygget.
Lilja bosatte sig med sin familj på Skansnäs nybygge, men hans förmåga att upparbeta egendomen visade sig vara begränsad. Han påbörjade ett ambitiöst projekt att uppföra ett stort fähus av tunga rullstensblock, men detta arbete förblev oavslutat. De som senare övertog egendomen valde att inte fullfölja byggnationen, och den delvis uppförda strukturen, som nådde upp till väggbandet, kom att stå som ett minnesmärke över Skansnäs bys grundare. Lilja beslutade sig sedermera för att avyttra hälften av nybygget till Israel Jonsson från Stensele socken. Jonsson behöll dock inte sin andel länge utan sålde den vidare till Erik Kristoffer Nilsson, en bondson från Sunnansjö.
Per Persson Lilja avyttrade sin återstående hälft av egendomen direkt till Nilsson den 9 april 1839. Köpeskillingen uppgick till 100 riksdaler, och Nilsson åtog sig ansvaret för eventuella odlingsbrister på nybygget samt för kyrkobyggnationen i Dikanäs. Lilja avflyttade sedermera med sin familj till Norge år 1837. De kom förmodligen att slå sig ner omkring Vefsen socken där Liljas son, Olof, år 1843 gifter sig.

#### Möte med Zetterstedt
Under sin resa igenom Västerbottens inland år 1832 beskriver entomologen Johan Wilhelm Zetterstedt sitt möte med Skansnäsborna på följande sätt:
Nu stodo vi vid Gajtoksjön (Gajtiksjön), och hade blott 1/16 mil öfver viken, till Skansnäs, dit vi anlände kl. 2. e. m. och voro på samma gång uti Wilhelmina Lappmarks Socken. Skansnäs är ett, år 1823 anlagt Nybygge med 2:ne åboar, Pehr Lilja och dess måg Israël Jonsson. De hus, som de bebo, kunna endast kallas små kojor. [. . .] Hushållet underhöll för gemensam räkning 7 Kor och 6 Får, och Israël Jonsson hade ensam 6 Getter. Icke ett enda sädeskorn hade man i år försökt att här så.

### Kyrkoväg
Skansnäsvägen eller Gamskansnäsvägen som det delvis i senare dagar – efter väganläggning – kommit att heta, var en stig samt kyrkväg mellan Skansnäs och Dikanäs. Denna stig var under kyrkohelger och andra högtidliga sammankomster i Dikanäs brukad av folk bland annat från Umnästrakten innan dessa hade uppfört sin egen kyrka. Handelsresande och nasare var också förekommande, om än i mindre omfång.

## Geografi
Skansnäs är till större delen situerad omkring Skansnäskullen på Skansnässjöns västra sida.